# Remanescente de nova

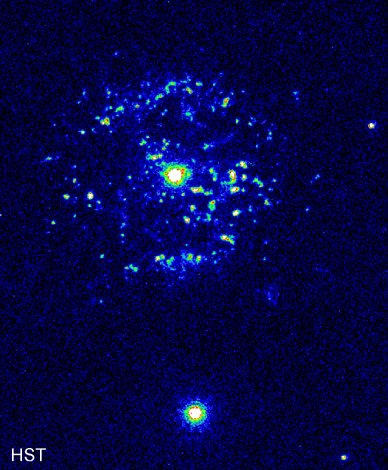
Um remanescente de nova envolvendo a nova recorrente T Pyxidis

Um remanescente de nova pode ser composto do material que restou de uma explosão gigante em uma nova, ou de bolhas de gás expelidas em uma nova recorrente. Um remanescente de nova se expande a uma velocidade aproximada de 1000 km/s, e sua existência persiste por alguns séculos. Levando em consideração o curto tempo de vida, os remanescentes de nova cujas luzes chegam a nós já não existem mais. Remanescentes de nova são muito menos maciços que remanescentes de supernova ou nebulosas planetárias.